# Sorol
A Sorol S/A - Refinaria de Óleos Vegetais foi uma das empresas pioneiras no Brasil em  fabrico de óleo vegetal a partir do grão de soja. Era localizada na cidade gaúcha de Pelotas e lançou no início dos anos 1950 o óleo de soja com a marca Sorol, acondicionado em lata amarela com detalhes em preto e marrom, tendo sido, se não o primeiro, um dos primeiros óleos de soja do país. A fábrica possuiu um dos primeiros extratores por solvente, com tecnologia Michaellis, com capacidade para 60 toneladas em 24h.  Tendo entre seus fundadores Manuel Lopes Motta, foi adquirida em 1966 por Ivo Weiler . 
Em  1970 passou ao controle de Sheun Ming Ling que estava a organizar o grupo Olvebra. A unidade fabril da Sorol foi posteriormente desativada.